# Kakinagimak Lake
Kakinagimak Lake är en sjö i Kanada.   Den ligger i provinsen Saskatchewan, i den centrala delen av landet, 2 200 km nordväst om huvudstaden Ottawa. Kakinagimak Lake ligger 331 meter över havet. Arean är 9,4 kvadratkilometer. Den sträcker sig 16,9 kilometer i nord-sydlig riktning, och 4,5 kilometer i öst-västlig riktning.
I omgivningarna runt Kakinagimak Lake växer i huvudsak barrskog. Trakten runt Kakinagimak Lake är nära nog obefolkad, med mindre än två invånare per kvadratkilometer.